# Червоная Степь (Калиновский район)
Червоная Степь (укр. Червоний Степ) — село на Украине, находится в Калиновском районе Винницкой области.
Код КОАТУУ — 0521680912. Население по переписи 2001 года составляет 516 человек. Почтовый индекс — 22441. Телефонный код — 4333.
Занимает площадь 0,771 км².

## Адрес местного совета
22442, Винницкая область, Калиновский р-н, c. Голубовка, ул. Ленина, 40